# Almohada

Almohadas en una cama.

La almohada o faceruelo es un soporte del cuerpo en reposo para comodidad, terapia o decoración. Las almohadas son utilizadas en diferentes variaciones por muchas especies, incluyendo humanos. Algunos tipos de almohadas son las almohadas arrojadizas, las almohadas corporales, las almohadas decorativas y muchas más. Las almohadas que ayudan a dormir son una forma de ropa de cama que sostiene la cabeza y el cuello. Otros tipos de almohadas están diseñados para apoyar el cuerpo cuando se está acostado o sentado. También hay almohadas que tienen en cuenta la forma del cuerpo humano para aumentar la comodidad durante el sueño. Las almohadas decorativas utilizadas en camas, sofás o sillas se denominan a veces cojines.
La almohada se coloca sobre el colchón, en la parte superior de la cama y se viste a juego con ésta o a veces simplemente se la coloca y se apoya la cabeza del interesado. Su objeto es mantener recta la columna vertebral rellenando la concavidad del cuello para relajar la nuca, evitar tensiones musculares, disminuir el estrés acumulado durante el día y ayudar a conseguir un sueño agradable.
En la cultura occidental contemporánea, las almohadas consisten en una envoltura de tela lisa o estampada (conocida como funda de almohada) que contiene un relleno blando, normalmente sintético y normalmente estandarizado en tamaño y forma. Las almohadas se han fabricado históricamente con diversos materiales naturales y muchas culturas siguen utilizando almohadas hechas con materiales naturales en el mundo.
Otras definiciones: 
- Bolsa de tela suave y fina, generalmente rectangular, rellena de un material blando, como espuma, plumas o alguna fibra, que sirve para apoyar la cabeza cuando se está tumbado en la cama y ese material blando sirve específicamente para satisfacer y comodidad al dormir.

## Etimología

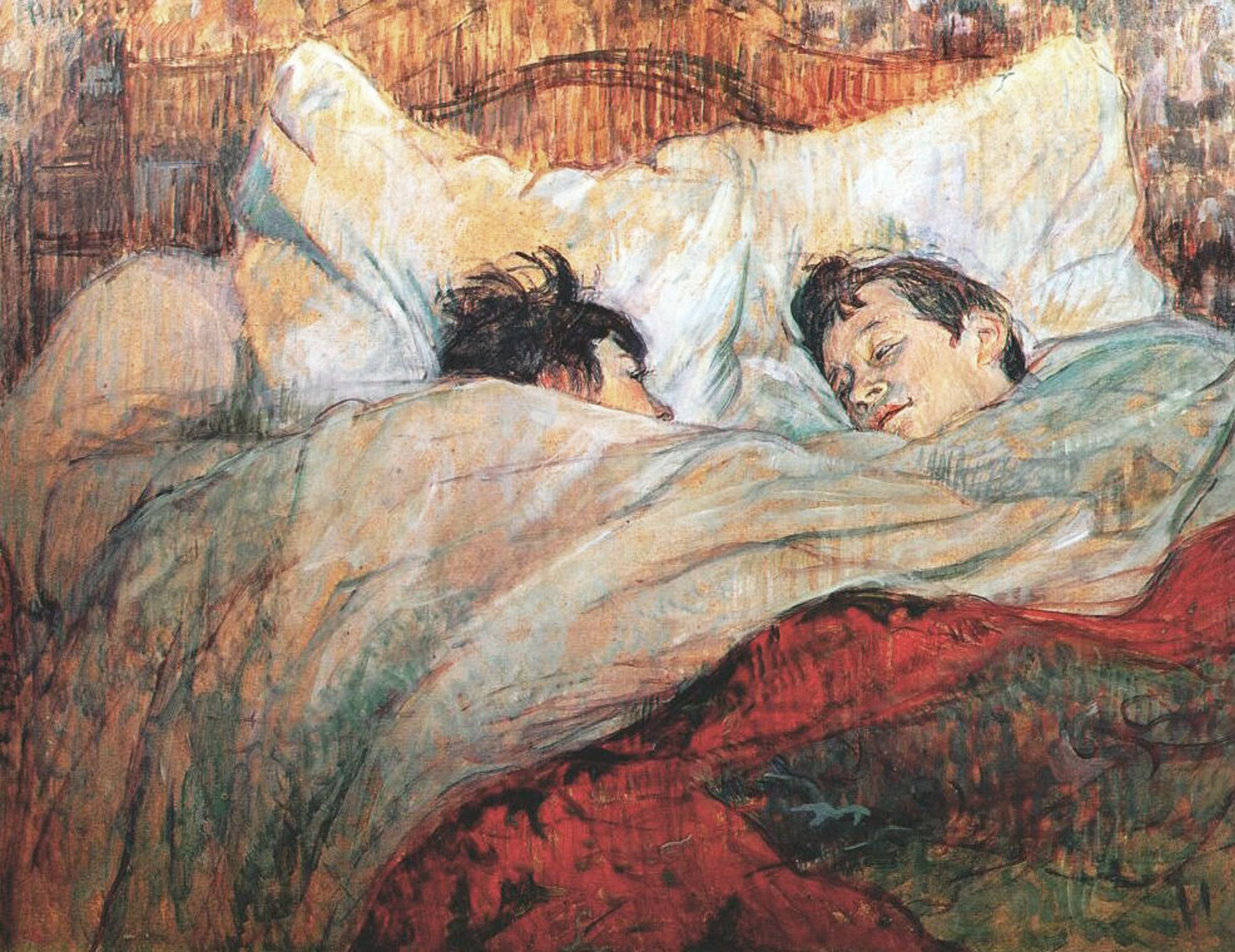
Pareja apoyada en cabeceras (Toulouse-Lautrec).

La palabra almohada fue introducida al castellano durante la islamización de la península ibérica. Su nombre proviene del árabe andalusí مخدة mujadda, con adición del artículo determinado al-, esto es: المخدة al-mujadda, que viene del árabe estándar mijadda: almohadón o cojín. La raíz de esta palabra es jadd (lado o mejilla), así que se relaciona semánticamente con el hecho de apoyar la mejilla o descansar de lado. Por su parte la palabra castellana faceruelo proviene del latín.

## Historia

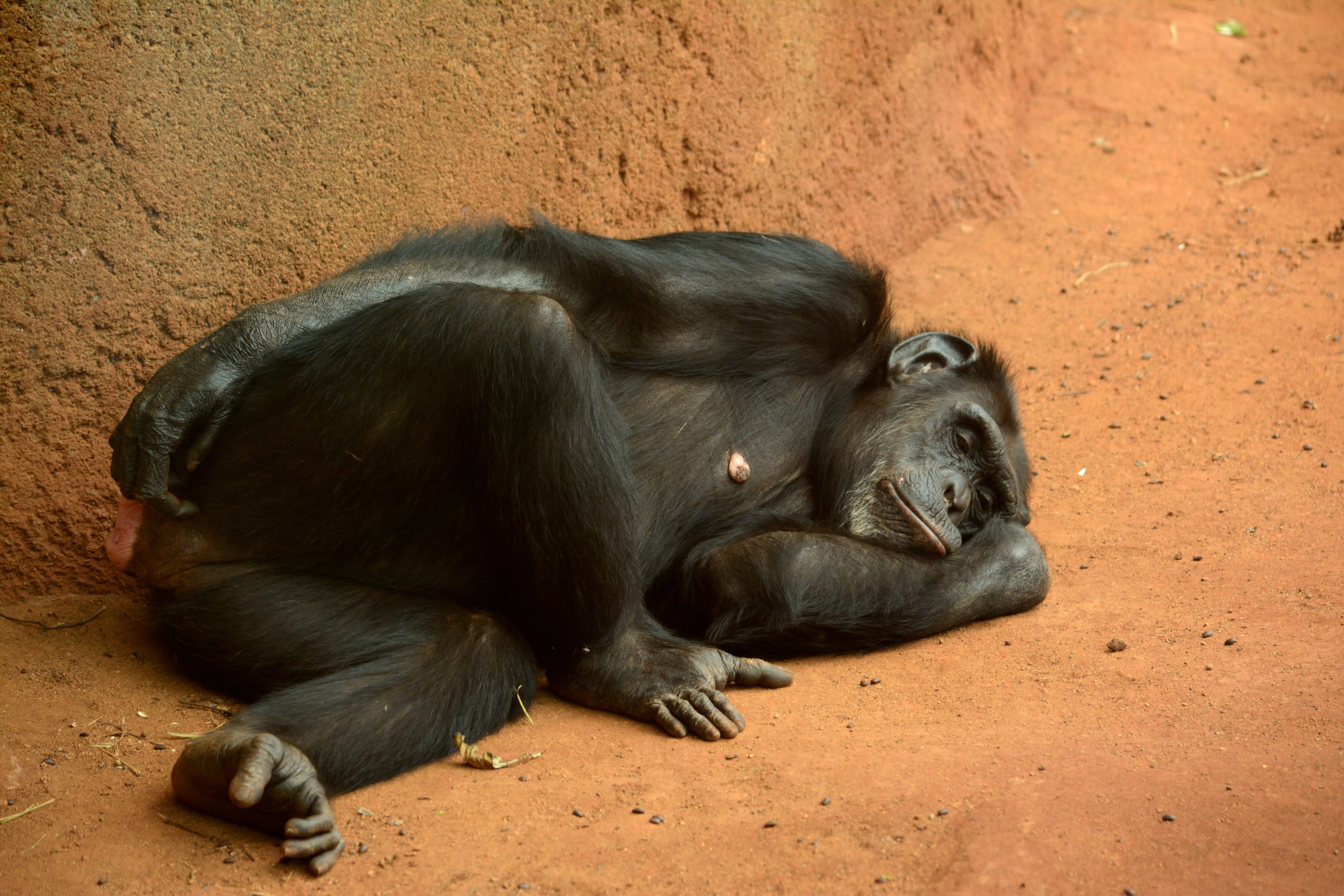
Chimpancé usando su brazo como almohada.

Aunque se desconoce el origen exacto, el uso de almohadas evolucionó en los animales hasta bien entrada la prehistoria, los primeros ejemplos incluyen reptiles y mamíferos que apoyan sus cabezas sobre sí mismos, y entre sí, para sostener la cabeza y el cuello. Los animales, incluidos los humanos, evolucionaron usando objetos inanimados en sus nidos de madera y piedra como almohadas. Desde la domesticación, muchos animales también han aprendido a utilizar almohadas y cojines hechos por el hombre, así como a descansar sobre miembros de su propia especie y de otras, con este fin.
En algún momento, hace entre 5 y 23 millones de años, los grandes simios arborícolas empezaron a construir plataformas para dormir, incluyendo almohadas de madera, para mejorar su sueño. Según estudios sobre chimpancés que duermen hasta ocho o nueve horas por noche utilizando almohadas de madera de hierro específicamente seleccionadas, las almohadas resistentes permitían a los grandes simios escapar de la caza de los depredadores nocturnos y no caerse de los árboles mientras dormían. Es probable que esto fuera necesario por la evolución de cerebros grandes que consumen energía. Aunque también puede haber conducido a períodos más largos de REM, que a su vez aumentaron su capacidad cognitiva.

### Mesopotamia y el antiguo Egipto

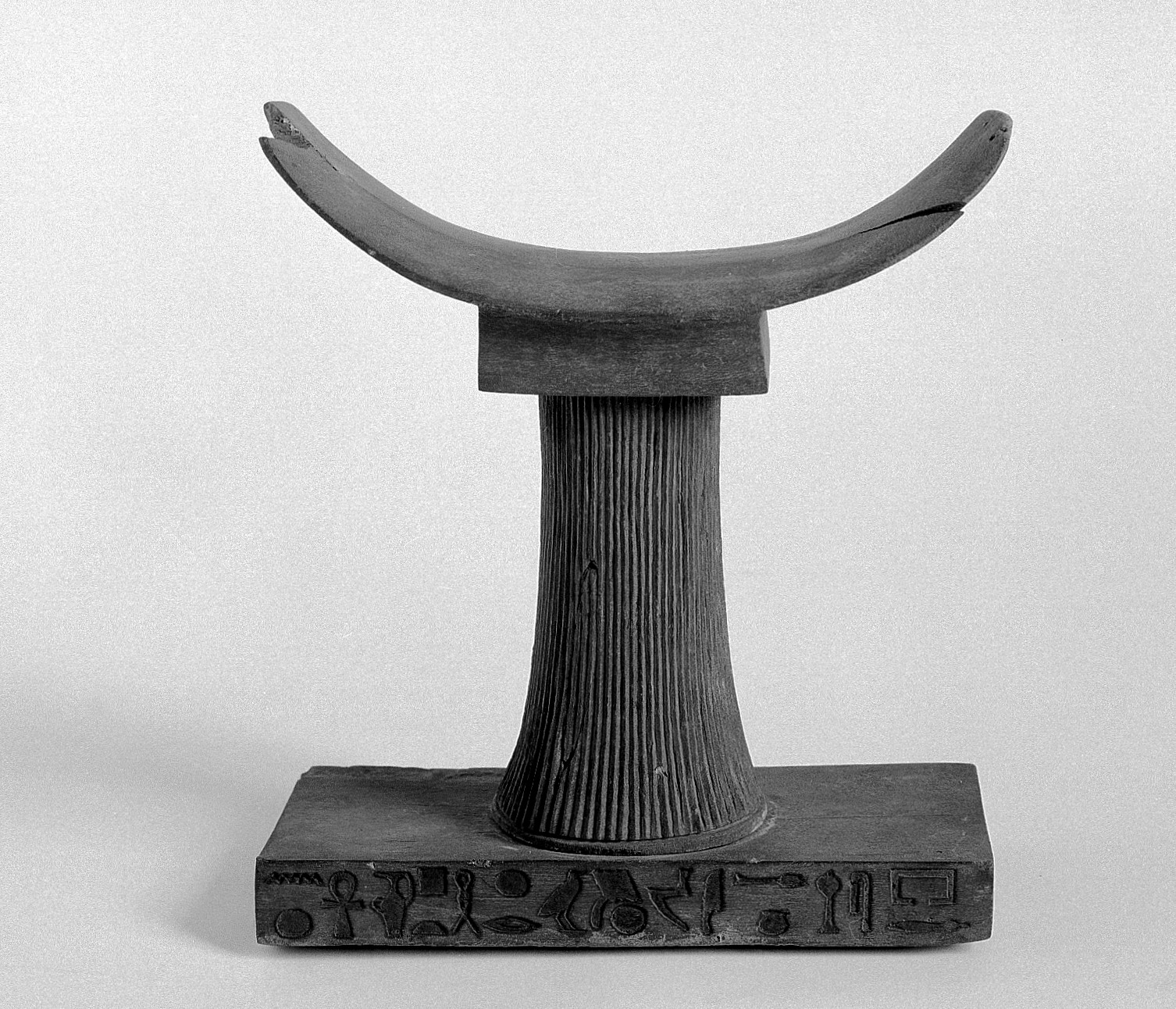
Una almohada de madera del antiguo Egipto.

El primer uso registrado del artefacto humano moderno se remonta a las civilizaciones de Mesopotamia alrededor del 7.000 a. C. Durante esta época, sólo los ricos utilizaban almohadas. El número de almohadas simbolizaba el estatus, de modo que cuantas más almohadas se poseían, más riqueza se tenía. Las almohadas se fabrican desde hace mucho tiempo en todo el mundo para ayudar a resolver el problema recurrente del dolor de cuello, espalda y hombros al dormir. Además de para la comodidad, la almohada también se utilizaba para mantener los bichos e insectos fuera del pelo, la boca, la nariz y los oídos de las personas mientras dormían.
El uso de la almohada se ha asociado a las momias y tumbas del antiguo Egipto durante la 11.ª dinastía, que data de 2055-1985 a. C.  Las almohadas del antiguo Egipto eran reposacabezas de madera o de piedra. Estas almohadas se utilizaban sobre todo colocándolas bajo las cabezas de los difuntos porque la cabeza de un humano se consideraba la esencia de la vida y sagrada.

### Europa antigua
Los romanos y griegos de la antigua Europa dominaron la creación de la almohada de tipo más suave. Estas almohadas se rellenaban con cañas, plumas y paja para hacerlas más suaves y cómodas. Sólo las personas de clase alta solían poseer estas almohadas más blandas; sin embargo, todas las clases sociales podían utilizar algún tipo de almohada mientras dormían, se acostaban o se sentaban para darles apoyo. La gente de la antigua Europa empezó a utilizar almohadas cuando iba a la iglesia para arrodillarse mientras rezaba y para colocar los libros sagrados. Se trata de una tradición que aún perdura en la actualidad. Además, los romanos y los griegos utilizaban sus almohadas colocándolas bajo la cabeza de los difuntos al igual que hacían los antiguos egipcios.

### Antigua China

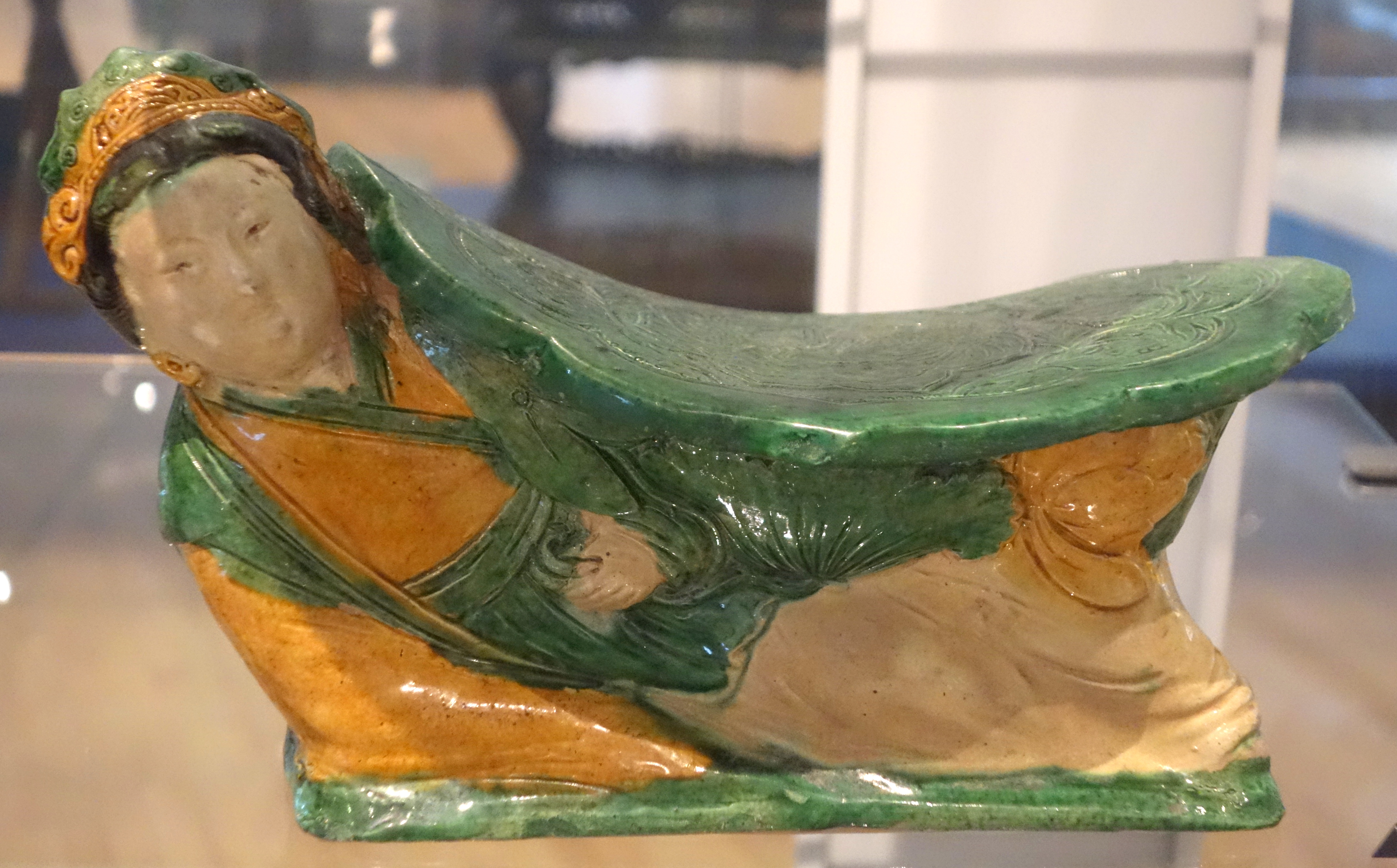
Una almohada de cerámica de la dinastía Jīn (1115-1234)

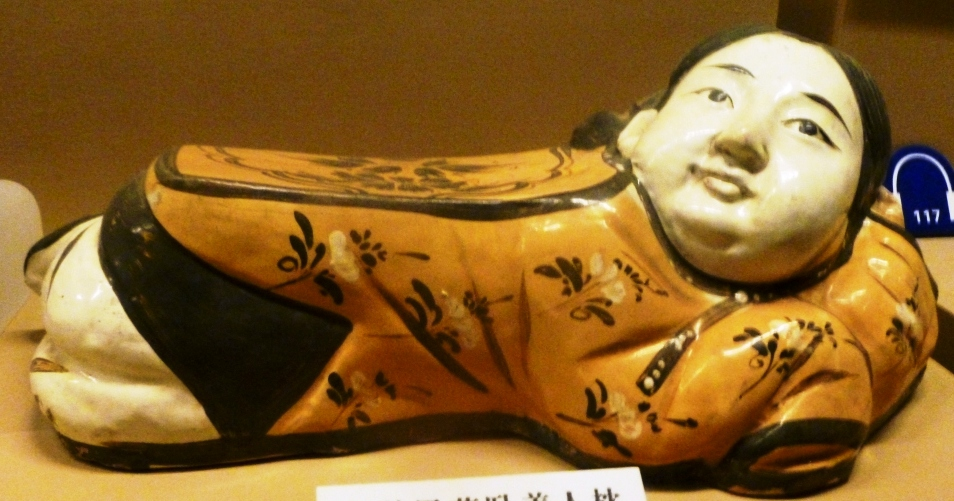
Almohada de porcelana. Condado de Huangling, China. Periodo Jin (1115 - 1234).

Las almohadas chinas eran tradicionalmente sólidas, aunque a veces se utilizaban con una tela más suave encima. A lo largo de muchas dinastías chinas, las almohadas se fabricaban con una amplia gama de materiales, como bambú, jade, porcelana, madera y bronce. Las almohadas de cerámica se convirtieron en las más populares. El uso de la almohada de cerámica apareció por primera vez en la dinastía Sui entre 581 y 618 mientras que la producción en masa apareció en la dinastía Tang entre 618 y 907. Los chinos decoraban sus almohadas dándoles diferentes formas y pintando en ellas dibujos de animales, seres humanos y plantas. Un tipo común de cerámica utilizada era la Cizhou ware.  Las almohadas de cerámica chinas alcanzaron su punto álgido en cuanto a producción y uso durante las dinastías Song, Jin y Yuan, entre los siglos X y XIV, pero fueron desapareciendo lentamente durante las dinastías Ming y Qing, entre 1368 y 1911, con la aparición de mejores materiales para la fabricación de almohadas.

### Europa
La dificultad de tintes sofisticados y técnicas de costura conduce al desarrollo de estas como una forma de arte, con modelos sumamente decorados originarios de China, los cuales llegaron siglos después a la Europa Medieval. Con la Revolución industrial llegó la fabricación en serie de piezas textiles decoradas, que acabaron por extenderse a este rubro. Las almohadas tradicionales chinas son cajas hechas con materiales duros como piedra, madera, metal o porcelana en vez de rellenas de tela.

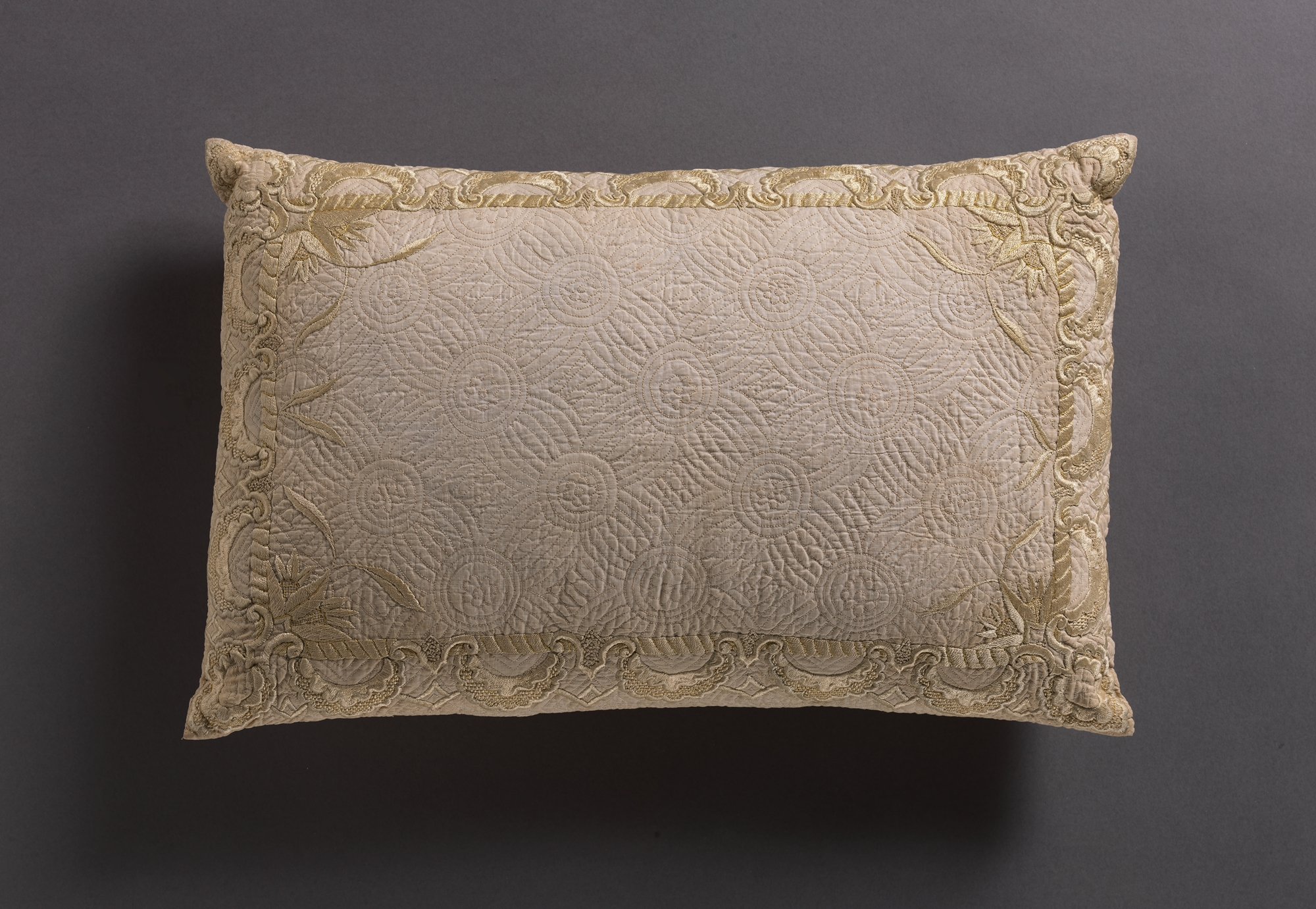
Faceruelo de finales del o principios del

## Composición

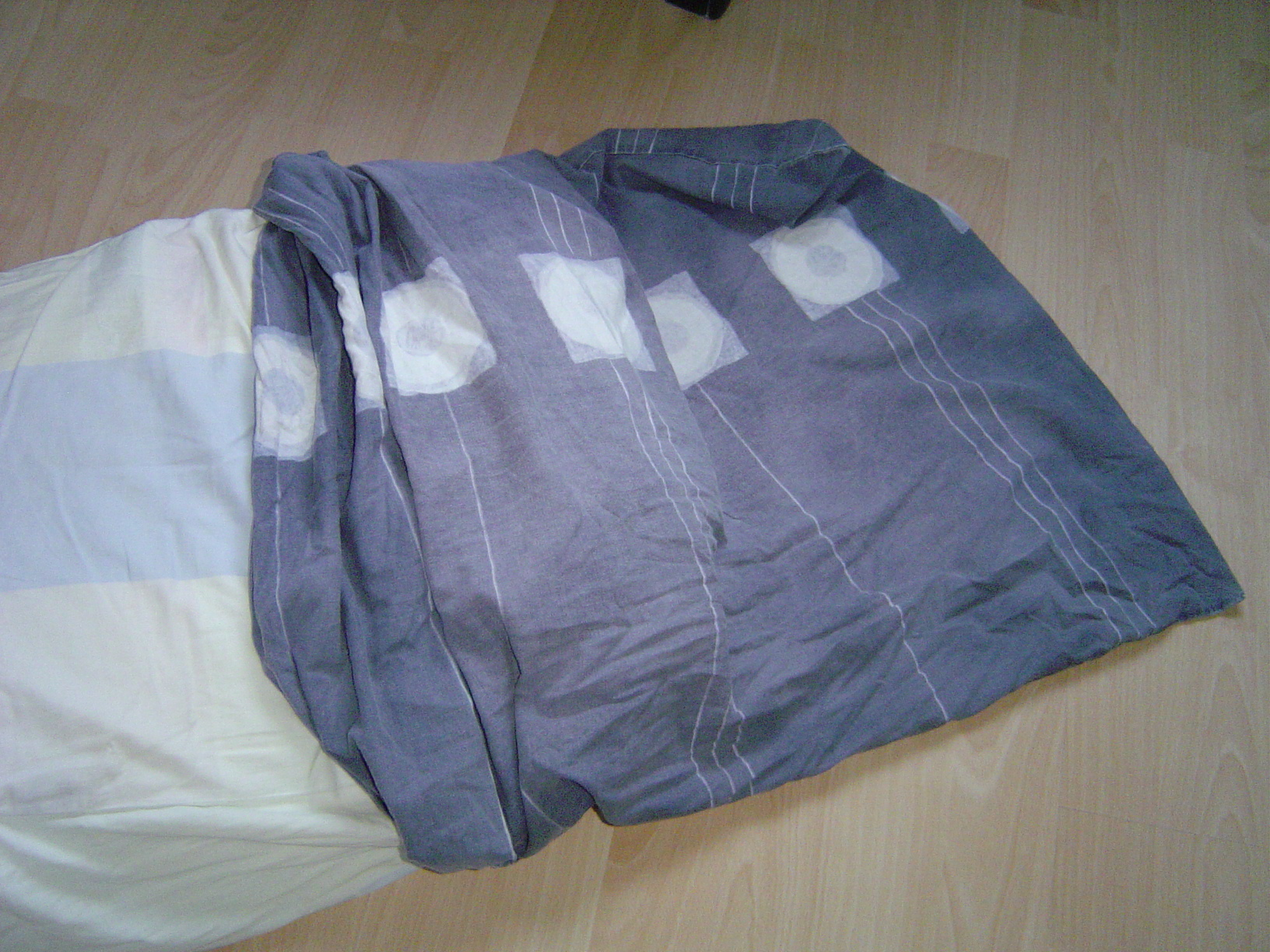
Funda de almohada

Un modelo estándar consta de tres piezas: 
- Un material interior blando que le da su característica consistencia.
- Una funda interior cosida, que puede ser de algodón o fibra.
- Una funda exterior que, si lleva cremallera, se puede retirar para el lavado.

A ellas, se suele añadir como parte de la ropa de cama una funda externa lavable.   
Las medidas coinciden con el ancho habitual de las camas, siendo las más habituales las siguientes: 67 cm, 80 cm, 90 cm, 105 cm, 135 cm, 170 cm.

## Tipos
Por el material de fabricación del núcleo interior, los diferentes tipos de almohadas. se pueden distinguir:
- De fibra, las más habituales.
- De pluma, cuyo relleno lo forman plumas de ave, generalmente de oca.
- De látex.
- De Memory foam.

Por su forma se pueden distinguir:
- Tradicional. La almohada tradicional es una pieza estrecha y larga.
- Mariposa cervical. Tiene forma de mariposa y parece estar indicada para personas con dolencias cervicales.
- Cervical. Modelo corto con forma cóncava y resaltes en su superficie que también parece destinarse a personas con problemas cervicales.

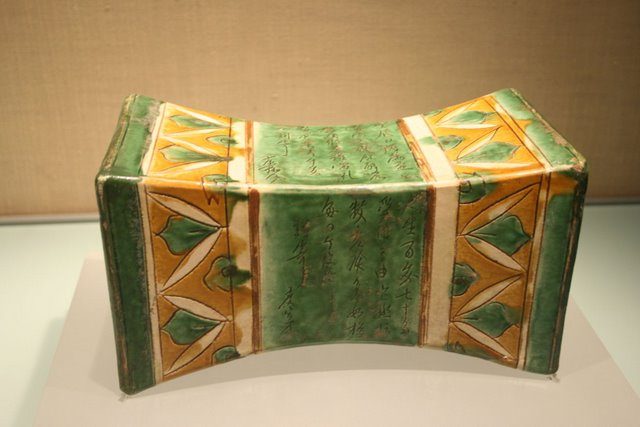
Almohada China de porcelana (dinastía Jin, 1115-1234)
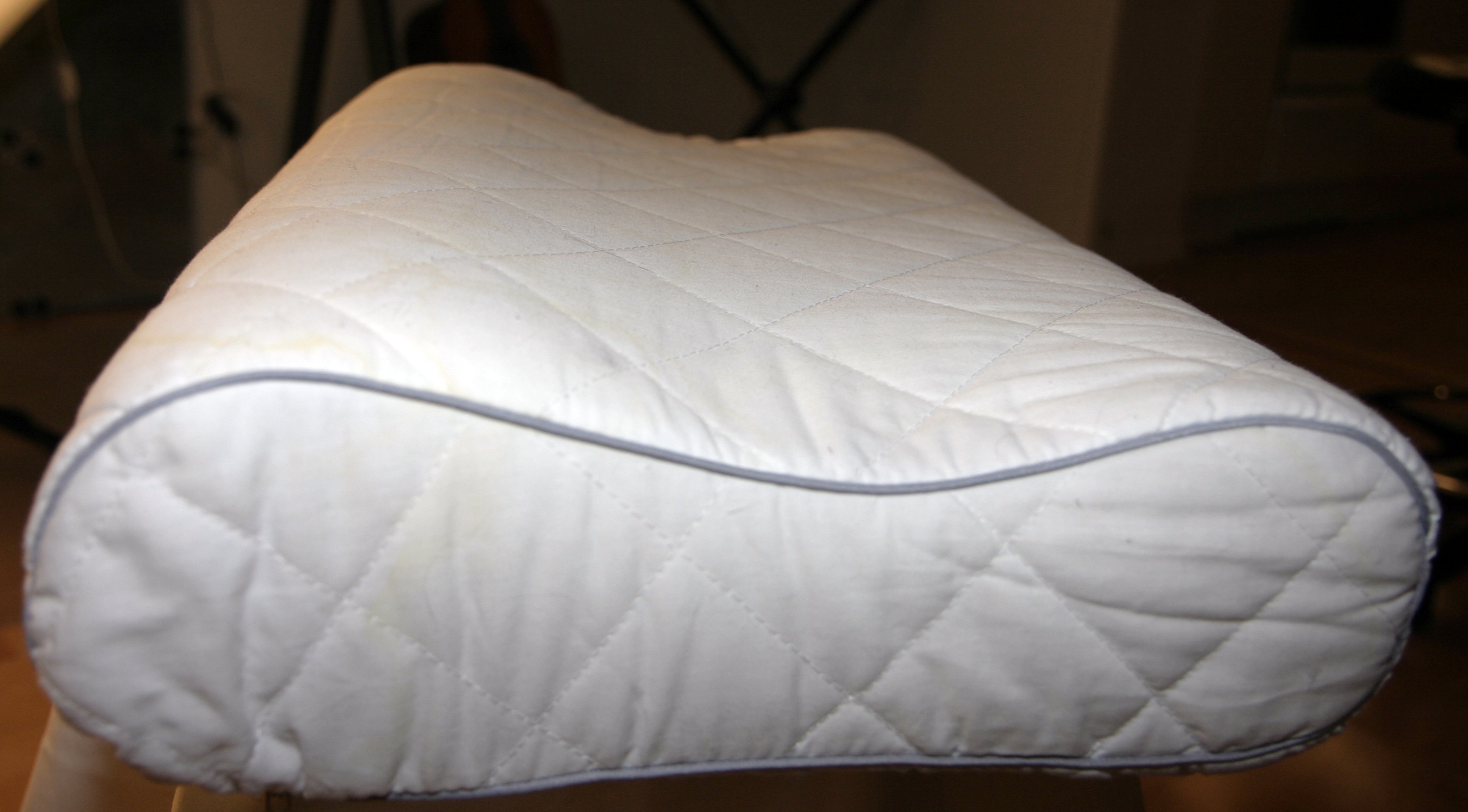
Almohada ergonómica
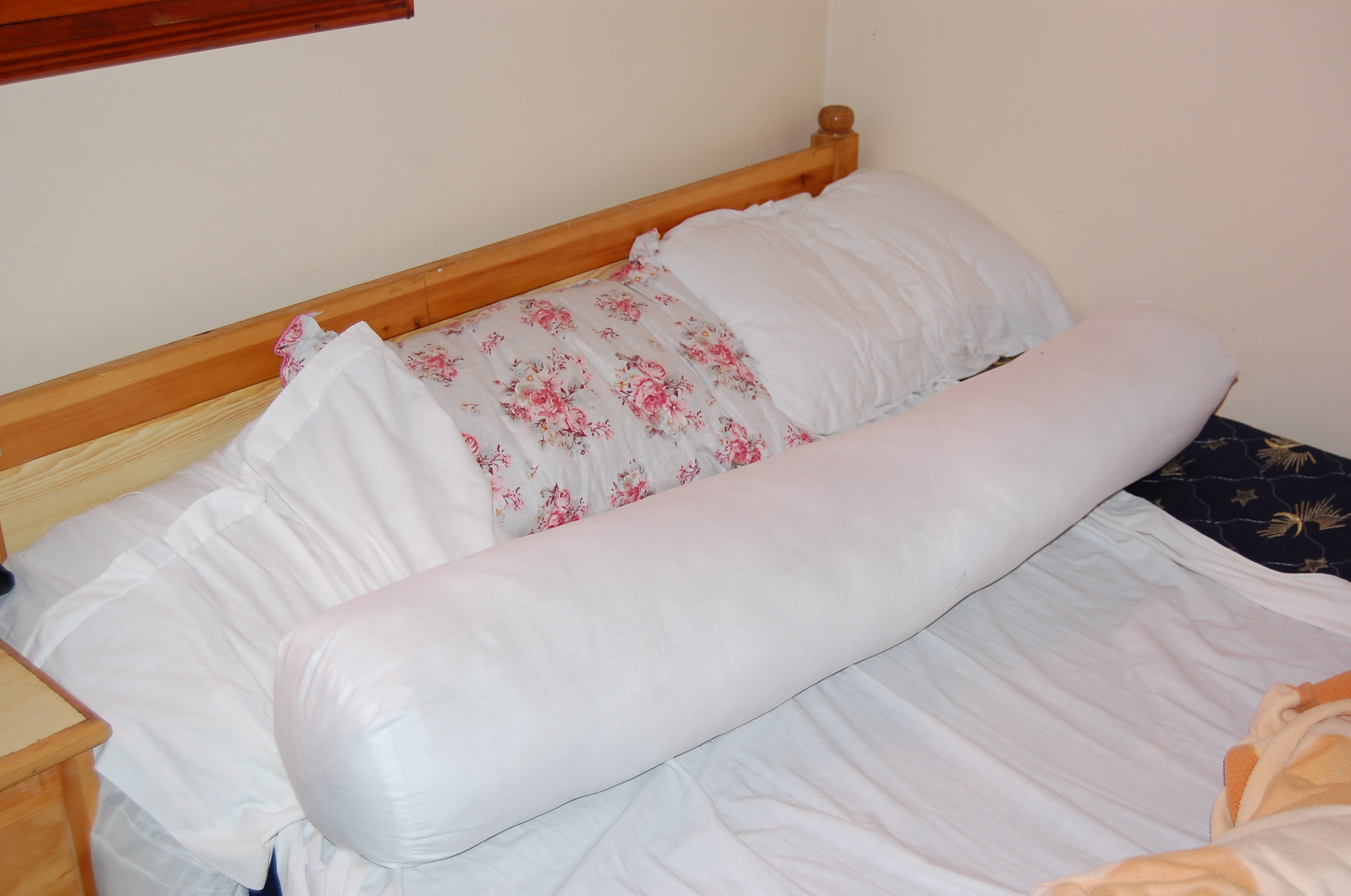
Cojín cilíndrico
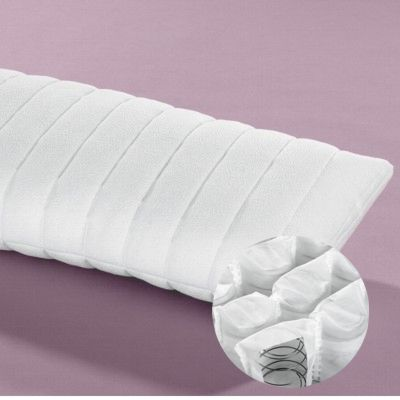
Almohada de muelles
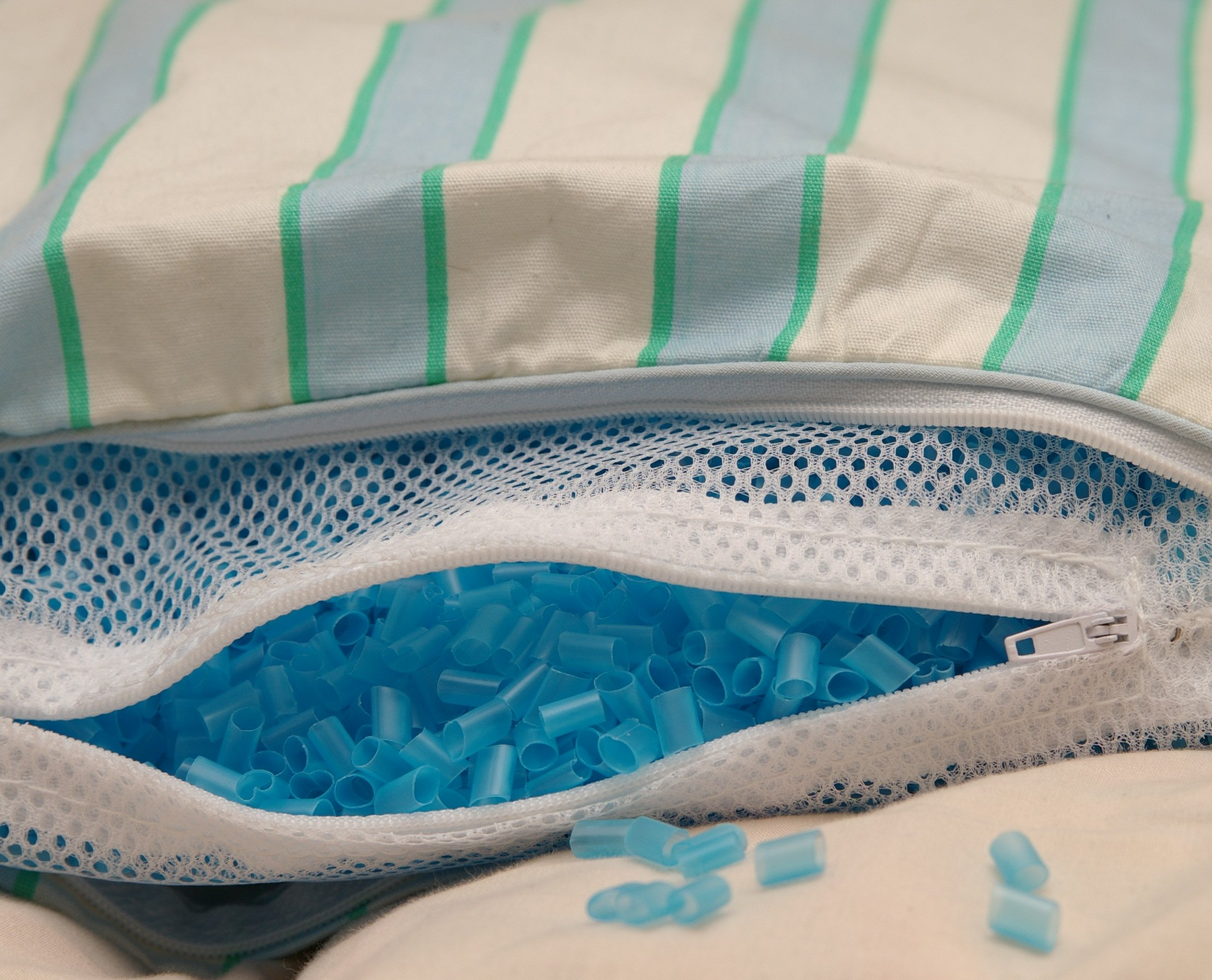
Almohada de tubos de plástico
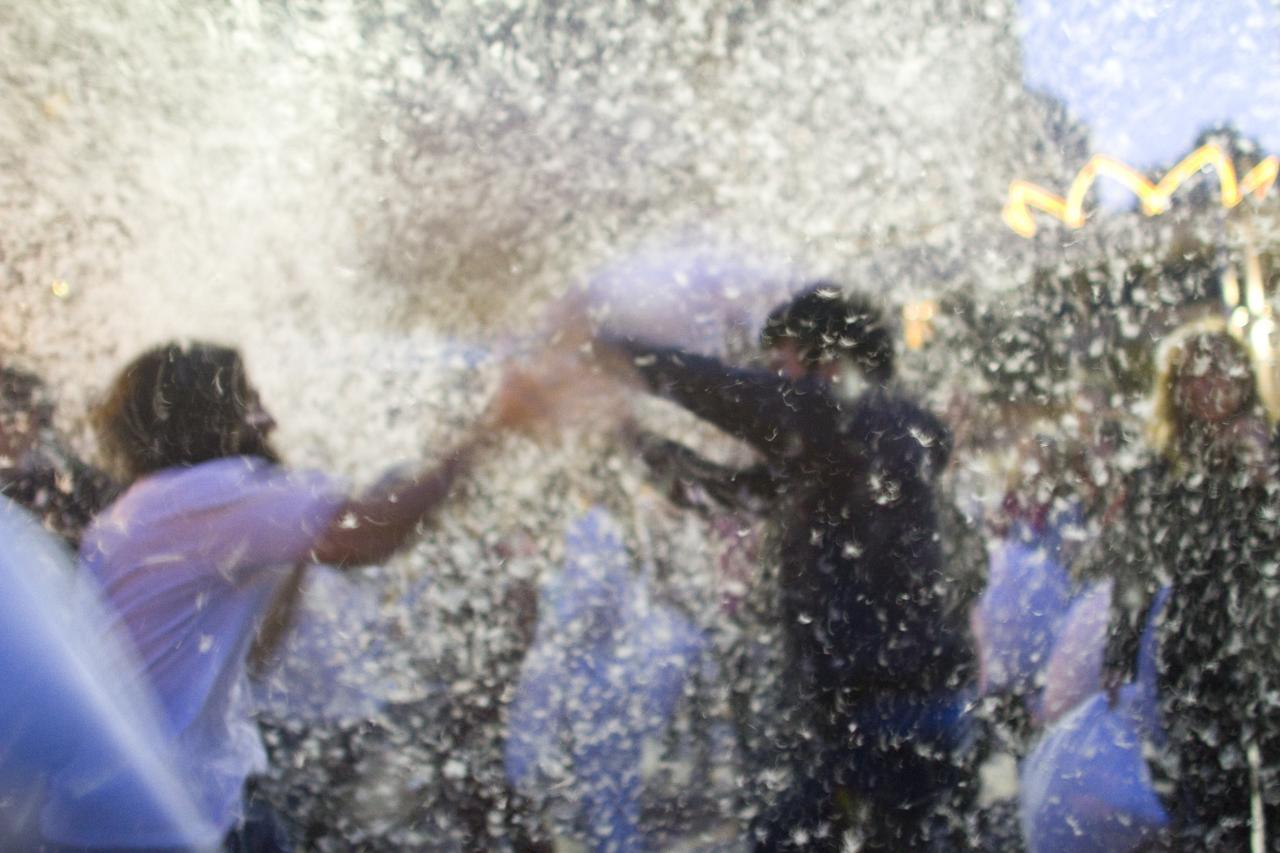
Almohadas de plumas en una guerra de almohadas

### Ortopédica

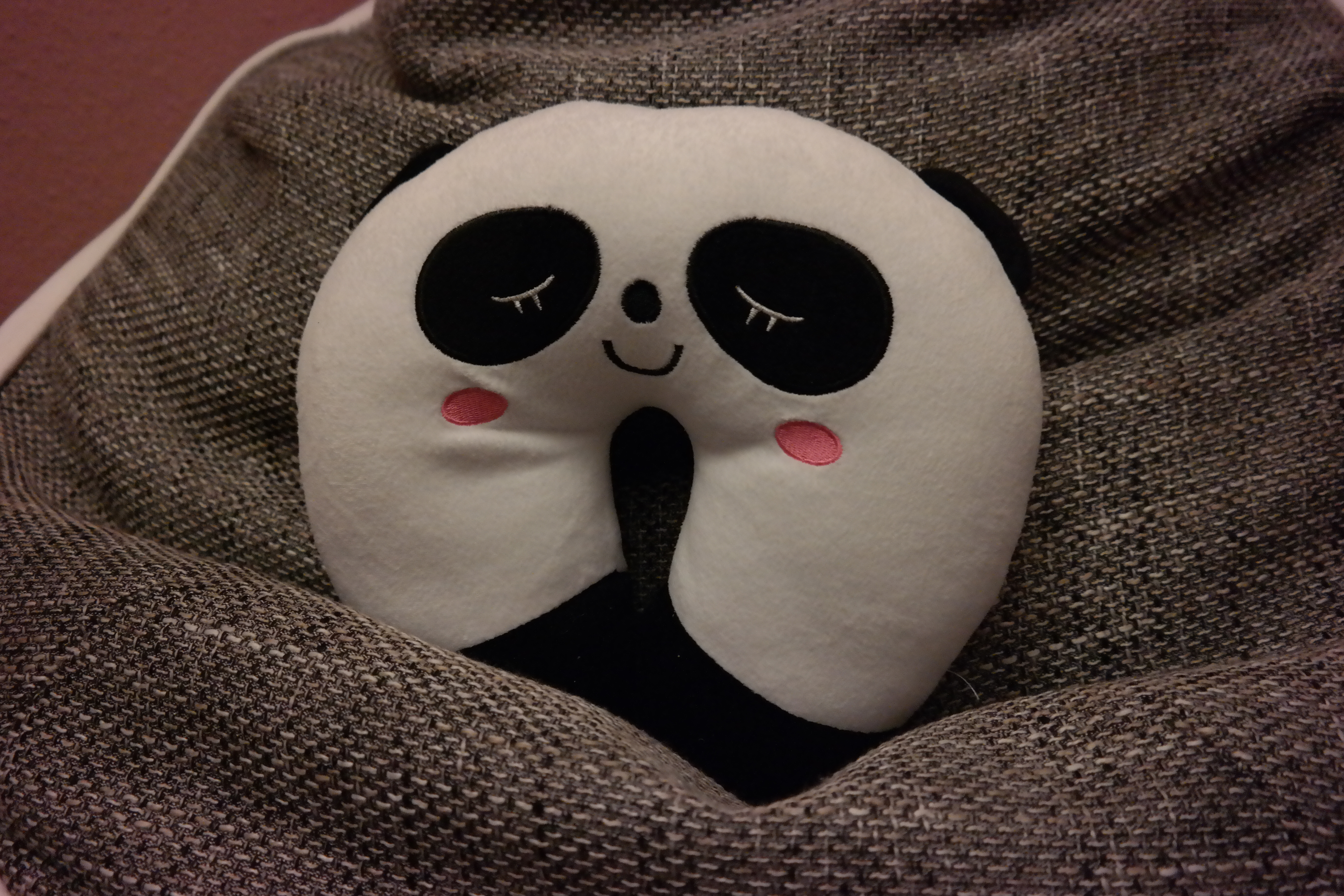
Almohada de viaje con forma en U.

Las almohadas cervicales sujetan el cuello proporcionando una zona profunda para que descanse la cabeza y una zona de apoyo para mantener el cuello alineado con la columna vertebral mientras se duerme. También se conocen como almohadas cervicales. Las almohadas cervicales ayudan a los pacientes a mantener una posición cómoda después de medidas terapéuticas, ortopédicas y quirúrgicas.
Las almohadas de viaje proporcionan apoyo para el cuello en posición sentada. Su forma de "U" se ajusta alrededor de la parte posterior del cuello y evita que la cabeza se deslice en una posición incómoda y posiblemente perjudicial durante el sueño. Sin embargo, las almohadas en forma de U a veces pueden forzar la cabeza hacia delante, creando rigidez en el cuello.
Las almohadas rosquilla son almohadas firmes con forma de toroide, con un espacio en el centro para aliviar la presión en la zona del coxis al sentarse. Estas almohadas son utilizadas principalmente por personas que han sufrido una lesión en la zona del cóccix, o que sufren dolor por hemorroides u otra dolencia del colon.
Las almohadas lumbares]están diseñadas para apoyar la curva hacia dentro de la espalda inferior, llenando el espacio creado entre la parte inferior de la espalda y el respaldo de la silla cuando se está sentado. Estas almohadas se utilizan generalmente para apoyar la zona lumbar mientras se conduce o se está sentado, como en una silla de oficina. Las almohadas ortopédicas son similares a las almohadas de espuma con memoria.

## Vida útil, mantenimiento y gestión de residuos
La vida útil normal de una almohada occidental típica es de dos a cuatro años. El estado de la almohada puede determinarse comprobando si tiene bultos o doblándola para ver si mantiene esa forma. Se recomienda sustituirla por razones sanitarias. Todos los tipos de fundas de almohada deben lavarse periódicamente, ya que son la parte que está en contacto con el cuerpo de una persona. Las almohadas acumulan polvo y microbios entre el relleno, incluso cuando se lavan las almohadas lavables. 
Las almohadas sintéticas se pueden lavar respetando escrupulosamente las condiciones mencionadas en las etiquetas. De hecho, el calor y los productos detergentes pueden dañar permanentemente el acolchado sintético. La mayoría de las veces, un simple lavado con agua limpia, a una temperatura de 40 °C, es suficiente para limpiar las almohadas sintéticas de sus impurezas o de los ácaros que anidan en las fibras (atadas y por tanto inmóviles, favoreciendo la concentración de ácaros) que mantienen el cuerpo. humedad. Sólo las almohadas con aglomerados sintéticos deben agitarse periódicamente para homogeneizar su composición. 
Los fabricantes recomiendan secarlas en secadora durante quince minutos cada semana para refrescarlas y para que el calor mate los ácaros del polvo. Las organizaciones benéficas de la mayoría de los países no aceptan almohadas usadas debido a las normas de higiene. Aunque algunos refugios de animales aceptan formas de ropa de cama, la mayoría rechaza la donación de almohadas usadas debido al desorden que pueden causar.
El reciclaje de almohadas, como el de la mayoría de artículos textiles y de cama, es caro y tiene escaso rendimiento. Por ello, pocas se reciclan y la mayoría acaban en vertederos. Su poco peso hace que constituyan una baja proporción de los residuos domésticos en masa. La mayoría de las pocas almohadas que se recogen para reciclar se envían a la India y Pakistán y se utilizan como ropa de cama de bajo coste, o en el sudeste asiático, se mezclan con otros textiles para fabricar ropa de cama barata.